# Callow (Herefordshire)
Callow – wieś w Anglii, w hrabstwie Herefordshire. Leży 20 km na wschód od miasta Hereford i 169 km na zachód od Londynu.